# たったひとりの君
たったひとりの君（ - きみ）は、2004年4月14日にSONIC GROOVEから発売された樋井明日香の2枚目のシングル。

## 概要
後に樋井と共にHINOIチームを組むことになる小山ひかると、現在「NEXT GENERATION」メンバーとして活動している藤原優穂がコーラス（クレジット名は「Hikaru&Yuho」）で参加。

## 収録楽曲
作詞・作曲：伊秩弘将
1. たったひとりの君
編曲：鈴木俊介
日本テレビ系「TVおじゃマンボウ」EDテーマ曲
2. ロックンロールアーミー
編曲：上杉洋史
3. たったひとりの君　〈Instrumental〉
4. ロックンロールアーミー　〈Instrumental〉